# Novembre 1950

## Évènements
- 1 000 « volontaires » chinois de l'Armée populaire de libération (APL) entrent en Birmanie pour aider les communistes birmans, et dès décembre, le Drapeau Blanc, replié à Katha (Kachin), se lance dans la conquête de la plaine centrale. Au cours des années 1950, une révolte des Karens est écartée et les insurgés communistes sont forcés de se retirer dans les collines. La Birmanie met en place une politique étrangère rigoureusement non-alignée. Le pays connaît par la suite une période de relative prospérité économique. La domination de l’AFPFL (Anti-Fascist People's Freedom League) est renforcée lors des élections nationales de 1951-1952 et de 1956.

- 3 novembre : crash de l'avion Lockheed Constellation, ou Malabar Princess, parti de Bombay (Inde) et à destination Londres (Angleterre), dans le massif du Mont-Blanc.

- 4 novembre :
  - Signature de la convention européenne des droits de l'homme.
  - Levée des sanctions de l’ONU contre l'Espagne[1].
- Décembre : Eisenhower est nommé commandant suprême de l’OTAN en Europe.

- 6 novembre : le roi du Népal Tribhuvana Bir Bikram est renversé par le Premier ministre Maharaja Mohan Shumsher Rana. Il se réfugie à Delhi (11 novembre) et fomente une révolte contre les Rânâ, avec le soutien du PCN et l’appui du Premier ministre indien, Jawaharlal Nehru.

- 7 novembre : 
  - appel du Tibet aux Nations unies; le Salvador porte le cas du Tibet devant l’ONU, mais le débat est ajourné.
  - La BOAC retire du service ses derniers hydravions.

- 8 novembre : premier combat entre avions à réaction. Un Lockheed P-80C, piloté par le lieutenant américain Russel J. Brown abat un MiG-15 chinois en Corée.

- 12 novembre : Marguerite Bourgeoys est béatifiée par le pape Pie XII - fondatrice de la Congrégation des sœurs de Notre-Dame à Montréal.

- 13 novembre : de retour de Rome, l'avion Le pèlerin canadien s'écrase dans les Alpes françaises. La catastrophe aérienne fait 58 morts. Les pèlerins avaient été reçu en audience par le pape la veille.

- 24 novembre : avance maximale des troupes de l'ONU en Corée du Nord.

- 26 novembre : la Chine lance dans la bataille de Corée 54 divisions. Au bord du fleuve Yalou, 33 divisions chinoises du général Lin Biao rejettent les forces de l'ONU au Sud du 38e parallèle. L’administration Truman refuse d’attaquer la Chine.

- 30 novembre, France : la loi fixe à 18 mois la durée du service militaire et fait précéder l'appel sous les drapeaux d'examens de présélection, les fameux « 3 jours ».

## Naissances
- 4 novembre : Markie Post, actrice américaine († 7 août 2021).
- 6 novembre : Leonardo Ulrich Steiner, cardinal brésilien, archevêque de Brasília.
- 7 novembre : Yasuhisa Shiozaki, homme politique japonais.
- 8 novembre : Dennis Fentie, premier ministre du yukon.
- 9 novembre : Tahani al-Gebali, magistrate égyptienne († 9 janvier 2022).
- 13 novembre : Patrick Guillemin, acteur français spécialisé dans le doublage († 21 août 2011).
- 16 novembre : Carl J. Meade, astronaute américain.
- 23 novembre : Chuck Schumer, sénateur des États-Unis pour l'État de New York depuis 1999.
- 28 novembre : Ed Harris, acteur américain.

## Décès
- 1er novembre : Louis Magnus, patineur artistique et dirigeant de hockey sur glace français.
- 2 novembre : George Bernard Shaw, écrivain britannique d'origine irlandaise (° 26 juillet 1856).
- 11 novembre :
  - Pierre-Jules Boulanger, inventeur de la Citroën 2CV (° 1885).
  - Étienne Dusevel, député de la Somme (° 1881).